# Kærstar
Kærstar (Carex acutiformis), ofte skrevet kær-star, er en 50-120 cm høj halvgræs, der vokser på fugtig bund langs søer og åer. Arten er karakteristisk for næringsrige lavmoser, hvor den indgår i de typiske plantesamfund.

## Beskrivelse
Kærstar er en flerårig, urteagtig halvgræs med en overhængende og bestanddannende vækstform. Stænglerne er glatte forneden, men mere ru længere oppe. Bladene er v-formede i tværsnit, samt smalle, helrandede og linjeformede med tydelig køl. Begge bladsider er græsgrønne og hårløse.
Blomstringen foregår i maj-juni. Den blomsterbærende stængel bærer 4-6 aks med de hanlige blomster samlet i de 1-2 øverste, mens alle de øvrige kun består af hunlige blomster. De enkelte blomster er stærkt reducerede, sådan at de hanlige kun har et dækskæl og tre støvdragere, men de hunlige et frugthylster, et dækskæl og tre støvfang. Frugterne er nødder, der omsluttes af frugthylstret.
Rodsystemet er trævlet med vandrette udløbere.
Højde x bredde og årlig tilvækst: 1,00 x 1,00 (100 x 20 cm/år), heri ikke medregnet tuer, dannet fra udløbere. Målene kan bruges til beregning af planteafstande i f.eks. haver.

## Hjemsted
Kærstar har sin naturlige udbredelse i Nordafrika, Mellemøsten, Kaukasus, Centralasien og på det Indiske subkontinent samt i det meste af Europa. I Danmark er den almindelig på fugtig bund i de østlige dele, mens den er sjælden i resten af landet. Arten foretrækker i det hele taget lysåbne eller let skyggede voksesteder med våd og til tider oversvømmet bund: Våde enge, ådale, lavmoser og søbredder, dvs. i plantesamfundet Juncus subnodulosus–Cirsium palustre.
I det område, hvor man arbejder med udsætning af bævere, dvs. syd for Ramløse Å, finder man en lavmose, som er domineret af denne art. Plantesamfundet består bl.a. af bukkeblad, tagrør, blågrøn kogleaks, duskfredløs, knippestar, knæbøjet rævehale, kragefod, kåltidsel, mannasødgræs, næbstar, rørgræs, angelik og søkogleaks
| Portal | Portal:Botanik |

## Note
1. ↑  Naturstyrelsens plan for bæverudsætninger i Nordsjælland